# Garešnički Brestovac
Garešnički Brestovac je naselje u Republici Hrvatskoj, u sastavu Grada Garešnice, Bjelovarsko-bilogorska županija. 

## Stanovništvo
Prema popisu stanovništva iz 2001. godine, naselje je imalo 1007 stanovnika te 344 obiteljskih kućanstava.
| broj stanovnika |       |       |       |       |       |       |       |       | 373   | 523   | 729   | 707   | 886   | 1043  | 1007  | 908   | 769   |
|                 | 1857. | 1869. | 1880. | 1890. | 1900. | 1910. | 1921. | 1931. | 1948. | 1953. | 1961. | 1971. | 1981. | 1991. | 2001. | 2011. | 2021. |

## Gospodarstvo
- Drvni kombinat Brestovac d.d. sa svojim tvrtkama kćerima Brestovac-Pilana d.o.o. i Brestovac-Tvornica namještaja d.o.o.